# Bonde söker fru
Bonde söker fru är en svensk anpassning av originalformatet Farmer Wants a Wife och sänds på TV4. Programmet produceras av Fremantle och ger ensamma svenska singelbönder chansen att få träffa olika potentiella partner, för att senare försöka hitta sin rätta bland dessa. Programledare för samtliga säsonger har varit den före detta Fröken Sverige-vinnaren Linda Lindorff. Programmet sändes för första gången år 2006 och brukar sändas mellan september och december.

## Säsonger
- Säsong 1 (2006)
- Säsong 2 (2007)
- Säsong 3 (2008)
- Säsong 4 (2009)
- Säsong 5 (2010)
- Säsong 6 (2011)
- Säsong 7 (2012)
- Säsong 8 (2013)[2]
- Säsong 9 (2014)[3]
- Säsong 10 (2015)[4]
- Säsong 11 (2016)
- Säsong 12 (2017)
- Säsong 13 (2018)
- Säsong 14 (2019)
- Säsong 15 (2020)
- Säsong 16 (2021)[5]
- Säsong 17 (2022)